# Promised you
〈promised you〉는 일본의 밴드 ZARD의 33번째 싱글 앨범이며, 2000년 11월 15일 발매되었다. (12cm CD: JBCJ-1032) 곡의 작사는 사카이 이즈미가, 작곡은 쿠리바야시 세이이치로가, 편곡은 Cybersound라는 음악 프로덕션이 맡았다. 이 곡은 TV 아사히의 프로그램 《토요 와이드 극장》의 주제곡으로 사용되었다. B사이드 곡은 〈The only truth I know is you〉이며, 작사는 사카이 이즈미가, 작곡과 편곡은 토쿠나가 아키히토가 맡았다.
싱글이 발매된 직후에 사카이 이즈미는 급환으로 인해, 9번째 정규 앨범 《시간의 날개》 발매 이후 휴식을 취했고, 1년 반 정도 싱글 발표를 멈추게 된다.
한편 싱글은 오리콘 주간 싱글차트 6위에 올랐고, 5주간 차트에 머물렀다.

## 수록곡
| #            | 제목                                 | 작사          | 작곡                  | 편곡              | 재생 시간 |
| ------------ | ------------------------------------ | ------------- | --------------------- | ----------------- | --------- |
| 1.           | 〈〈promised you〉〉                 | 사카이 이즈미 | 쿠리바야시 세이이치로 | Cybersound        | 5:04      |
| 2.           | 〈〈The only truth I know is you〉〉 | 사카이 이즈미 | 토쿠나가 아키히토     | 토쿠나가 아키히토 | 5:11      |
| 3.           | 〈〈promised you〉〉 (instrumental)  |               |                       |                   | 5:00      |
| 총 재생 시간 | 총 재생 시간                         | 총 재생 시간  | 총 재생 시간          | 총 재생 시간      | 15:15     |